# Schisma (hudba)
Schisma je malý hudební interval, definuje se jako rozdíl mezi osmi čistými kvintami s čistou velkou tercií a pěti oktávami, lze ho vytemperovat schismatickým laděním.
Výpočet schismatu:
{\displaystyle {\frac {\left({\frac {3}{2}}\right)^{8}\cdot {\frac {5}{4}}}{\left({\frac {2}{1}}\right)^{5}}}={\frac {32805}{32768}}\approx 1{,}9537\;\mathrm {centu} }
Schisma se dá také definovat jako rozdíl mezi pythagorejským a syntonickým komatem:
{\displaystyle {\frac {3^{12}}{2^{19}}}:{\frac {81}{80}}={\frac {32805}{32768}}}
Schisma je též rozdíl mezi syntonickým komatem a diaschismatem:
{\displaystyle {\frac {81}{80}}:{\frac {2048}{2025}}={\frac {32805}{32768}}}
Schisma ale nelze zaměňovat s 1/12 pythagorejského komatu, přestože se obě hodnoty liší jen přibližně o 0,00128 centů.
Výpočet 1/12 pythagorejského komatu:
{\displaystyle {\sqrt[{12}]{\frac {531441}{524288}}}\approx 1{,}9550\;\mathrm {centu} }